# Fixarea azotului
Fixarea azotului este un proces în urma căruia azotul din atmosferă este transformat în amoniac (NH3) sau compuși azotați similari. Azotul atmosferic utilizat în procesul de fixare este azotul molecular (N2), folositor din punct de vedere metabolic doar pentru puține microorganisme. Toate procesele de fixare a azotului sunt realizate cu ajutorul unor enzime denumite nitrogenaze.